# Parc naturel de Montesinho
Le parc naturel de Montesinho est situé au nord-est du Portugal, dans la sous-région du Haut Trás-os-Montes. Sa superficie est de 75 000 ha.
Le parc contient une vaste étendue de terres et accueille environ 9 000 personnes vivant dans 92 charmants villages. S'étendant d'une altitude minimale de 438 mètres à un maximum de 1 486 mètres à Montesinho, le parc présente des paysages variés et des panoramas impressionnants.
Il englobe une grande biodiversité. Parmi les grands mammifères présents, on peut citer le loup ibérique, le chevreuil ou le cerf.
Le parc est limitrophe de l'Espagne au nord, partageant la frontière avec les communautés de Galice et de Castille-et-León.

## Description
Le parc présente un relief hétérogène de plateaux ondulés coupés de profondes vallées encaissées, ainsi que quelques chaînons montagneux (serras) parmi lesquels les deux plus importants sont la serra de Montesinho au nord de Bragance et la serra da Coroa au nord de Vinhais. Les altitudes varient entre 1486 mètres dans la serra de Montesinho et 438 mètres au lit du rio Mente.

## Faune
En 2019, un ours brun est aperçu dans le parc naturel, dans la commune de Bragance. Il provient sans doute des monts Cantabriques en Espagne, où la population d'ours est relativement importante.
En 2018, présence d'un loup iberique proche d'un étang,  village de Montesinho.